# Wýaçeslaw Krendelew
Wýaçeslaw Nikolaýewiç Krendelew, ros. Вячеслав Николаевич Кренделёв, Wiacziesław Nikołajewicz Kriendielew (ur. 24 lipca 1982 w Aszchabadzie, Turkmeńska SRR) – turkmeński piłkarz pochodzenia rosyjskiego, grający na pozycji pomocnika. Posiada też obywatelstwo rosyjskie.

## Kariera piłkarska

### Kariera klubowa
W 2000 rozpoczął karierę piłkarską w Galkan Aszchabad, podczas której służył w wojsku. W 2003 został zaproszony do Nisy Aszchabad. W 2004 wyjechał do Kazachstanu, gdzie potem występował w FK Taraz. W 2007 przeniósł się do Rosji, gdzie potem występował w klubach Terek Grozny, Amkar Perm, Mietałłurg Lipieck, Bałtika Kaliningrad, Łucz-Eniergija Władywostok i SKA-Eniergija Chabarowsk. 17 lipca 2013 powrócił do Łucza-Eniergiji Władywostok.

### Kariera reprezentacyjna
W latach 2004–2011 bronił barw reprezentacji Turkmenistanu.

## Sukcesy i odznaczenia

### Sukcesy piłkarskie
Nisa Aszchabad
- mistrz Turkmenistanu: 2003
- finalista Pucharu Turkmenistanu: 2003

FK Taraz
- zdobywca Pucharu Kazachstanu: 2004

Terek Grozny
- wicemistrz Rosyjskiej Pierwszej Dywizji: 2007

Łucz-Eniergija Władywostok
- zdobywca Pucharu FNL: 2014